# استنلی پرایس ویر
استنلی پرایس ویر (انگلیسی: Stanley Price Weir; ۲۳ آوریل ۱۸۶۶ – ۱۴ نوامبر ۱۹۴۴) فرد نظامی اهل استرالیا بود. وی برندهٔ جوایزی همچون نشان آنای مقدس (سنت آنا) شده‌است.